# Commissum nobis
Commissum nobis – konstytucja apostolska Piusa X z 20 stycznia 1904 r. znoszącą możliwość zgłoszenia ekskluzywy w czasie wyboru papieża - uznawanego przez Kościół katolicki zwyczajowego prawa sprzeciwu władców Hiszpanii, Francji i Austrii wobec werdyktu konklawe. Monarcha miał prawo wykluczyć jednorazowo jednego spośród kandydatów, który tym samym tracił szansę na zostanie papieżem. Weto mógł zgłosić wyznaczony przez niego kardynał.
W konstytucji zastosowanie ekskluzywy przy wyborze papieża zostało zakazane pod karą ekskomuniki. Kardynałów obowiązuje złożenie przysięgi o odmowie ulegania jakimkolwiek wpływom świeckim.
Pełną swobodę wyboru papieża przez kolegium kardynalskie, co de facto wyklucza możliwość zgłoszenia ekskluzywy potwierdzili kolejni papieże w oficjalnych dokumentach łącznie z konstytucją apostolską Universi Dominici gregis Jana Pawła II z 1996 r.